# Koks w ładowni

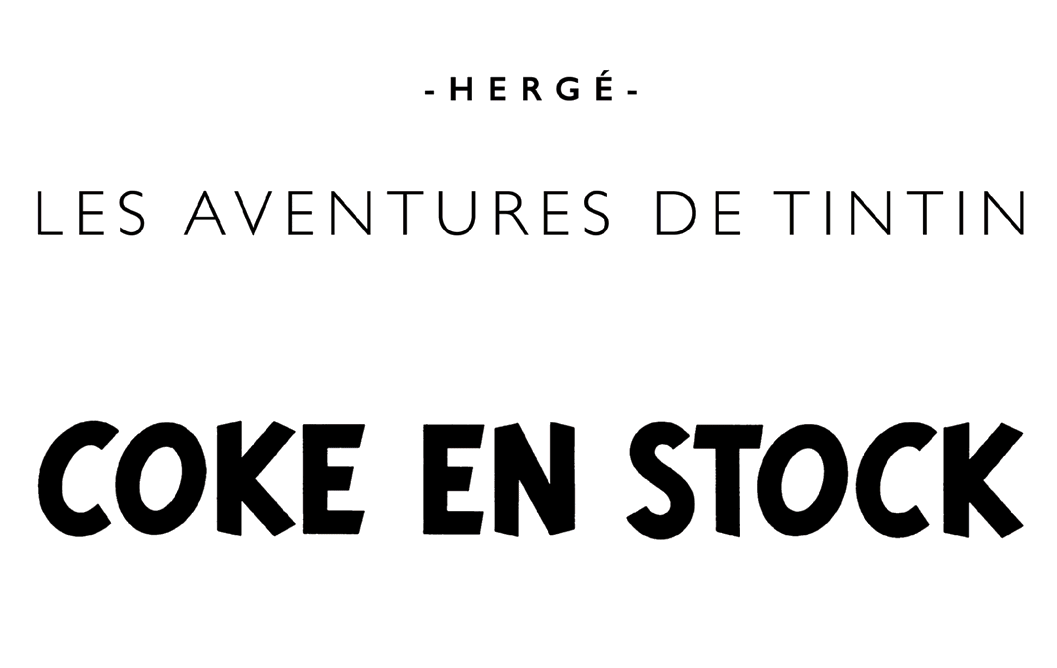
Okładka albumu

Koks w ładowni – dziewiętnasty album komiksowy o przygodach reportera Tintina i jego psa, Milusia. Autorem jest Hergé.
W tym albumie powraca wielu bohaterów. Są to:
- Generał Alcazar (Pęknięte ucho i Siedem kryształowych kul);
- Emir Mohammed Ben Kalish Andruth i Abdallah (Tintin w krainie czarnego złota);
- Rastapopulos (Cygara faraona i Błękitny lotos);
- Oliveira de Figueira (Cygara faraona i Tintin w krainie czarnego złota);
- Dawson (Błękitny lotos);
- Allan Thompson (Cygara faraona i Krab o złotych szczypcach);
- Bianka Castafiore (Berło Ottokara i Afera Lakmusa);
- Dr. J.W. Müller (Czarna Wyspa i Tintin w krainie czarnego złota).

## Treść
Po obejrzeniu filmu w kinie, Tintin i kapitan Baryłka natykają się na generała Alcazara, który gubi później swój portfel. Tintin postanawia mu go zwrócić, ale w hotelu, w którym generał miał się zatrzymać nie słyszano o nim. Gdy Tintin dzwoni pod numer, który znalazł w portfelu generała, człowiek po drugiej stronie nie rozmawia z nim. Gdy Tintin i kapitan wracają do domu, dowiadują się, że syn Emira, nieprawdopodobnie rozpuszczony Abdallah, został wysłany do Księżymłyna, aby chronić go przed zamachami, które mają miejsce w Khemedzie. Wraz z nim przyjeżdżają służący i dostojnicy państwowi, którzy rozkładają swój biwak w wielkim salonie pałacowym. Abdallah wprowadza do zamku chaos swoimi żartami.
Tajniak i Jawniak informują Tintina, iż wiedzą o jego spotkaniu z Alcazarem. Opowiadają mu też o sprzedawcy starej broni, Dawsonie. Potem wymieniają nazwę hotelu, w którym rzeczywiście zatrzymał się generał. W hotelu, Tintin i Baryłka widza rozmowę Alcazara z Dawsonem, którego Tintin poznał w Błękitnym lotosie.
Kapitan zwraca portfel Alcazarowi, a Tintin śledzi Dawsona i podsłuchuje jego rozmowę na temat sukcesywnej sprzedaży samolotów De Havilland Mosquito, które zostały użyte do zamachu stanu w Khemedzie. Tintin postanawia tam pojechać i uratować emira, który został obalony przez szejka Gadullaha. Jak zawsze, kapitan zgadza się pojechać z Tintinem, bo wie, że jest to jedyna szansa, aby uwolnić się od żartów Abdallaha.
Tymczasem, Dawson, zdając sobie sprawę, że Tintin znów miesza się w jego sprawy, postanawia go wyeliminować.
Na lotnisku w Wadesdahu, Tintin i Baryłka nie zostają przepuszczeni przez straż graniczną. Tymczasem ktoś (prawdopodobnie człowiek Dawsona) ładuje bombę zegarową do samolotu. Wybuch nie powoduje ich śmierci, bo, parę minut przed czasem wybuchu, zapala się prawy silnik samolotu i maszyna musi awaryjnie lądować. Tintin i Baryłka postanawiają odłączyć się od pasażerów samolotu i na własną rękę dojść do Wadesdahu. Spotykają się tam z senhorem Oliveira de Figueira. Pomaga on im uciec z miasta w przebraniach muzułmańskich kobiet. Na spotkanie wychodzi im przewodnik, który zawozi ich do schronienia emira (wzorowanym na starożytnym mieście Petra).
Ich ucieczka zostaje zauważona i przywódcy reżimu wysyłają w pościg samoloty. Oficer Muł Pasza to doktor Müller, którego Tintin wsadził do więzienia w tomach Czarna Wyspa i Tintin w krainie czarnego złota. Dzięki nieporozumieniu, samoloty atakują samochody zwolenników.
Emir opowiada Tintinowi i kapitanowi o handlu niewolników, którym kieruje markiz di Gorgonzola, z którym emir pokłócił się parę miesięcy wcześniej. Markiz wysyła swoich ludzi do Afryki, a ci przekonują tamtejszych mieszkańców do przejścia na islam i pielgrzymki do Mekki. Tintin I kapitan jadą na wybrzeże Morza Czerwonego i postanawiają popłynąć do Mekki, aby zbadać tę sprawę. Zostają zaatakowani przez samoloty, ale Tintin strzela do jednego z nich i samolot się rozbija. Niestety, statek tonie i Tintin buduje tratwę, na której dryfują wraz z Piotrem Szutem, Estończykiem, który był pilotem zestrzelonego samolotu. Następnie zostają zabrani na pokład jachtu di Gorgonzoli, który tamtędy przepływa. Zostają odizolowani od gości, a następnego wsiadają na pokład transportowca SS Ramona. Tintin i kapitan Baryłka nie wiedzą, że Ramona jest statkiem, którego di Gorgonzola używa do handlu niewolnikami.
Tej nocy, Tintin i Baryłka zostają zamknięci w kajucie przez Allana, który dowodzi Ramoną. Na statku zaczyna się pożar i załoga go opuszcza. Tintin i Baryłka wydostają się z kajuty i biegną zagasić pożar, ale nie wiedzą, że na statku jest amunicja. Następnie uwalniają z ładowni Afrykańczyków, którzy zapłacili za podróż do Mekki, ale mieli zostać sprzedani jako niewolnicy. Baryłka próbuje im wyjaśnić sytuację. Wielu z nich nie chce, albo nie rozumie sytuacji i upiera się, aby pojechali do Mekki. Po przedyskutowaniu sprawy, postanawiają tam nie jechać: jeden z najstarszych Afrykańczyków pamięta trzech ludzi, którzy popłynęli na pielgrzymkę i nigdy z niej nie wrócili. Uwolnieni pasażerowie pomagają kapitanowi w drodze do Dżibuti, a Tintin i Szut naprawiają zniszczone radio.
Tintin znajduje kartkę papieru, na której napisano, aby dostarczyć „koks”. Podpływa do nich statek, z którego wysiada Arab, który chce sprawdzić jakość „koksu”, a kapitan mówi mu, że nie ma go na pokładzie. Arab odwraca się i sprawdza siłę fizyczną jednego z czarnoskórych pasażerów. Kapitan zaczyna rozumieć, o co chodzi i wygania Araba z pokładu. Sprawdzany Afrykańczyk wykręca rękę Arabowi, który chciał dźgnąć kapitana nożem. Ten odpływa, a kapitan wyzywa go.
Di Gorgonzola (którego nazwisko to Rastapopulos – był on szefem szajki przemytników opium w tomach Cygara faraona i Błękitny lotos) dowiaduje się, że Baryłka przejął kontrolę nad statkiem i wysyła łódź podwodna, aby go zniszczyła. Tintin zauważa peryskop łodzi w trakcie oglądania latających ryb. Baryłce udaje się unikać torped, ale wszystko wydaje się stracone, gdy silnik zacina się na „całej wstecz”. Wtedy ratuje ich USS Los Angeles, którego załoga została zawiadomiona przez Tintina. Łódź podwodna próbuje jeszcze raz zniszczyć Ramonę. Nurek zamierza podłożyć bombę, ale zostaje uderzony przez kotwicę. Rekin połyka bombę i odpływa.
Gdy Los Angeles zamierza zaaresztować di Gorgonzolę, ten wsiada do motorówki, która następnie tonie. Ukryta jest w niej łódź podwodna, którą Rastapopulos ucieka. Myśląc, że nie żyje, Tintin, kapitan Baryłka i Szut wracają do Europy. Wkrótce, emir znów przejmuje władzę w Khemedzie i wzywa Abdallaha do domu. Tintin i kapitan spotykają się z Nestorem, który zmizerniał przez żarty Abdallaha. Znajdują też fajerwerki w fotelu kapitana, które są „prezentem” od małego księcia. Wkrótce po tym, jak pozbyli się jednego utrapienia, pojawia się następne – Serafin Lampion i jego wyścig samochodowy.